# José María Arámbula
El Capitán José María Arámbula fue un militar mexicano que participó en la Revolución mexicana. Nació en Tomochi, Chihuahua. En 1912 se unió a la escolta personal del General Francisco Villa, que combatieron a los “colorados” orozquistas levantados contra el gobierno de Francisco I. Madero y comandadas por el General Pascual Orozco, llegando a ser uno de sus más allegados compañeros. También formó parte de la famosa escolta de los “Dorados” de Francisco Villa. Murió el 2 de enero de 1917 durante el combate que sostuvieron fuerzas villistas y las fuerzas del General Francisco Murguía, en la Estación de Reforma en Chihuahua. 